# Grand Prix Pino Cerami 1965
Il Grand Prix Pino Cerami 1965, seconda edizione della corsa, si svolse il 15 aprile su un percorso di 192 km, con partenza e arrivo a Wasmuel. Fu vinto dal belga Jan Boonen della Flandria-Roméo davanti ai suoi connazionali Jan Nolmans e al Willy Van den Eynde.

## Ordine d'arrivo (Top 10)
| Pos. | Corridore              | Squadra                  | Tempo    |
| ---- | ---------------------- | ------------------------ | -------- |
| 1    | Jan Boonen             | Flandria-Roméo           | 4h59'00" |
| 2    | Jan Nolmans            | Flandria-Roméo           | a 12"    |
| 3    | Willy Van den Eynde    | Wiel s-Groene Leeuw      | a 15"    |
| 4    | Ferdinand Bracke       | Peugeot-BP-Michelin      | a 18"    |
| 5    | Martin Van Den Bossche | Wiel s-Groene Leeuw      | a 20"    |
| 6    | Carmine Preziosi       | Pelforth-Sauvage-Lejeune | s.t.     |
| 7    | Frans Verbeeck         | Wiel s-Groene Leeuw      | s.t.     |
| 8    | Jos Huysmans           | Dr. Mann                 | s.t.     |
| 9    | Willy Vannitsen        | Ford France-Gitane       | s.t.     |
| 10   | Theo Nys               | Dr. Mann                 | s.t.     |